# Línea N19 (EMT Madrid)
La línea N19 de la empresa municipal de autobuses de Madrid es una línea nocturna que conecta la Plaza de Cibeles con la Colonia San Ignacio de Loyola.

## Características
La línea, al igual que todas las líneas nocturnas de Madrid de la red de búhos, empieza su camino en la plaza de Cibeles y sus horarios de salida de la misma coinciden con los de otras líneas para permitir el transbordo. Esta línea circula hasta la Colonia San Ignacio de Loyola, dando servicio también a Las Águilas, y dispone de circuito neutralizado para permitir a los viajeros permanecer en el interior del vehículo hacia las calles de General Millán Astray y Avenida de la Aviación, las cuales únicamente presta servicio en sentido Cibeles, y en el caso de la Avenida de la Aviación, la recorre entera en el mismo sentido. En sentido San Ignacio no recorre entera esta avenida.
El recorrido de esta línea es bastante similar a la línea diurna 39, con la excepción de que comienza su recorrido en Cibeles, en vez de Plaza de España.
Las noches de los viernes, sábados y vísperas de festivo la línea está dotada con autobuses articulados, en vez de los habituales autobuses estándar.

## Horarios
| Domingos a jueves y festivos           |                                      |                                      |                                      |                                      |                                      |                                      |                                      |                                      |                                      |                                      |                                      |                                      |                                      |                                      |                                      |
| Cibeles > Col. San Ignacio de Loyola   | Cibeles > Col. San Ignacio de Loyola | Cibeles > Col. San Ignacio de Loyola | Cibeles > Col. San Ignacio de Loyola | Cibeles > Col. San Ignacio de Loyola | Cibeles > Col. San Ignacio de Loyola | Cibeles > Col. San Ignacio de Loyola | Cibeles > Col. San Ignacio de Loyola | Col. San Ignacio de Loyola > Cibeles | Col. San Ignacio de Loyola > Cibeles | Col. San Ignacio de Loyola > Cibeles | Col. San Ignacio de Loyola > Cibeles | Col. San Ignacio de Loyola > Cibeles | Col. San Ignacio de Loyola > Cibeles | Col. San Ignacio de Loyola > Cibeles | Col. San Ignacio de Loyola > Cibeles |
| 00                                     | 01                                   | 02                                   | 03                                   | 04                                   | 05                                   | 06                                   | 07                                   | 23                                   | 00                                   | 01                                   | 02                                   | 03                                   | 04                                   | 05                                   | 06                                   |
| 00 35                                  | 10 45                                | 20 55                                | 30                                   | 05 40                                | 15                                   |                                      |                                      | 40                                   | 15 50                                | 25                                   | 00 35                                | 10 45                                | 20                                   | 00 45                                |                                      |
| Viernes, sábados y vísperas de festivo |                                      |                                      |                                      |                                      |                                      |                                      |                                      |                                      |                                      |                                      |                                      |                                      |                                      |                                      |                                      |
| Cibeles > Col. San Ignacio de Loyola   | Cibeles > Col. San Ignacio de Loyola | Cibeles > Col. San Ignacio de Loyola | Cibeles > Col. San Ignacio de Loyola | Cibeles > Col. San Ignacio de Loyola | Cibeles > Col. San Ignacio de Loyola | Cibeles > Col. San Ignacio de Loyola | Cibeles > Col. San Ignacio de Loyola | Col. San Ignacio de Loyola > Cibeles | Col. San Ignacio de Loyola > Cibeles | Col. San Ignacio de Loyola > Cibeles | Col. San Ignacio de Loyola > Cibeles | Col. San Ignacio de Loyola > Cibeles | Col. San Ignacio de Loyola > Cibeles | Col. San Ignacio de Loyola > Cibeles | Col. San Ignacio de Loyola > Cibeles |
| 00                                     | 01                                   | 02                                   | 03                                   | 04                                   | 05                                   | 06                                   | 07                                   | 23                                   | 00                                   | 01                                   | 02                                   | 03                                   | 04                                   | 05                                   | 06                                   |
| 00 20 40                               | 00 15 30 45                          | 00 15 30 45                          | 00 15 30 45                          | 00 15 30 45                          | 00 20 45                             | 15                                   | 00                                   | 30 55                                | 20 40                                | 00 20 35 50                          | 05 20 35 50                          | 05 20 35 50                          | 05 20 35 50                          | 10 30 50                             | 15                                   |
| Sólo sábados y vísperas de festivo     |                                      |                                      |                                      |                                      |                                      |                                      |                                      |                                      |                                      |                                      |                                      |                                      |                                      |                                      |                                      |

## Recorrido y paradas
NOTA: Debido a las obras de soterramiento de la autovía A-5, las paradas sombreadas en naranja sustituyen a aquellas sombreadas en rojo, desde el 15 de enero de 2025 hasta fin de obras.

### Sentido San Ignacio
| Código | Parada                                       | Común con                          | Conexiones con Metro y Cercanías | Otros |
| ------ | -------------------------------------------- | ---------------------------------- | -------------------------------- | --- |
| 69     | CIBELES                                      | N16 N17 N18                        | Banco de España                  | Líneas N1, N2, N3, N4, N5, N6, N7, N8, N9, N10, N11, N12, N13, N14, N15, N16, N17, N18, N19, N20, N21, N22, N23, N24, N25, N26 y Exprés Aeropuerto (N27) |
| 5137   | Gran Vía-Pedro Zerolo                        | N16 N18 N20 N21                    |                                  | |
| 4094   | Gran Vía-Montera                             | N16 N18 N20 N21                    | Gran Vía Sol                     | |
| 9      | Gran Vía-Callao                              | N16 N18 N20 N21                    | Callao                           | |
| 168    | Santo Domingo                                | N16 N18 N20 N21                    | Santo Domingo                    | |
| 170    | Gran Vía-Plaza de España                     | N16 N18 N20                        | Plaza de España                  | |
| 599    | Jardines de Sabatini                         | N18 N20 NC2                        |                                  | |
| 603    | Príncipe Pío                                 | N18 N20                            | Príncipe Pío                     | NC1 NC2 |
| 4070   | Glorieta de San Vicente                      | N18 NC2                            |                                  | |
| 608    | Puente de Segovia                            | N18                                |                                  | |
| 871    | Puente de Segovia-Paseo de Extremadura       | N18                                |                                  | |
| 873    | Puerta del Ángel                             |                                    | Puerta del Ángel                 | |
| 875    | Paseo de Extremadura-Guadarrama              |                                    |                                  | |
| 877    | Paseo de Extremadura-Albéniz                 |                                    |                                  | |
| 879    | Alto de Extremadura                          |                                    | Alto de Extremadura              | |
| 881    | Paseo de Extremadura-El Greco                | N501 N502 N503 N504 N505           |                                  | |
| 882    | Paseo de Extremadura-Villamanín              |                                    |                                  | |
| 884    | Surbatán                                     |                                    |                                  | |
| 886    | Colonia Lourdes                              |                                    |                                  | |
| 888    | Casa de Campo                                |                                    | Casa de Campo                    | |
| 890    | Paseo de Extremadura-Carretera Boadilla      |                                    |                                  | |
| 2255   | Higueras                                     |                                    |                                  | |
| 51130  | Cebreros-Higueras                            |                                    | Lucero                           | |
| 1471   | Sepúlveda-Castroserna                        | N18                                |                                  | |
| 1472   | Sepúlveda-CIFSE                              |                                    |                                  | |
| 1474   | Sepúlveda-Concejal Francisco Jiménez         | N18                                |                                  | |
| 5188   | Sepúlveda-Los Yébenes                        |                                    |                                  | |
| 51125  | Casa de Campo                                |                                    | Casa de Campo                    | |
| 892    | Campamento                                   | N501 N502 N503 N504 N505 N808 N905 | Campamento                       | |
| 894    | Paseo de Extremadura-Avenida de los Poblados |                                    |                                  | |
| 51079  | Paseo de Extremadura 382                     |                                    |                                  | |
| 898    | Paseo de Extremadura 392                     |                                    |                                  | |
| 900    | Paseo de Extremadura km. 8                   |                                    |                                  | |
| 901    | Aviación Española                            |                                    | Aviación Española                | |
| 4482   | Avenida de la Aviación-Dehesa Príncipe       |                                    |                                  | |
| 644    | Avenida de la Aviación-Medina del Campo      |                                    |                                  | |
| 646    | Base Aérea Cuatro Vientos                    |                                    |                                  | |
| 5215   | Avenida de la Aviación-Mirabel               |                                    |                                  | |
| 3150   | Cuacos de Yuste                              |                                    |                                  | |
| 374    | Oliva de Plasencia                           |                                    |                                  | |
| 375    | SAN IGNACIO (C/ Blas Cabrera, 46)            |                                    |                                  | |

### Sentido Plaza de Cibeles
| Código | Parada                                        | Común con                     | Conexiones con Metro y Cercanías | Otros |
| ------ | --------------------------------------------- | ----------------------------- | -------------------------------- | --- |
| 375    | SAN IGNACIO (C/ Blas Cabrera, 46)             |                               |                                  | |
| 366    | Blas Cabrera-Rafael Finat                     |                               |                                  | |
| 364    | Mercado Las Águilas                           |                               |                                  | |
| 362    | Maestra Justa Freire                          |                               |                                  | |
| 360    | Colonia Aviación                              |                               |                                  | |
| 5640   | Avenida de la Aviación-José Cadalso           |                               |                                  | |
| 5641   | Avenida de la Aviación-Rafael Finat           |                               |                                  | |
| 651    | Avenida de la Aviación-Valle Inclán           |                               |                                  | |
| 3809   | Avenida de la Aviación-Navalmoral             |                               |                                  | |
| 5159   | Avenida de la Aviación-Mirabel                |                               |                                  | |
| 647    | Base Aérea Cuatro Vientos                     |                               |                                  | |
| 909    | Avenida de la Aviación-Avenida de las Águilas |                               |                                  | |
| 910    | Aviación Española                             |                               | Aviación Española                | |
| 899    | Paseo de Extremadura 445                      |                               |                                  | |
| 51080  | Paseo de Extremadura 441                      |                               |                                  | |
| 895    | Paseo de Extremadura-Avenida Poblados         |                               |                                  | |
| 893    | Campamento                                    | N501 N502 N503 N504 N505 N808 | Campamento                       | |
| 891    | Paseo de Extremadura-Carretera Boadilla       |                               |                                  | |
| 889    | Casa de Campo                                 |                               | Casa de Campo                    | |
| 887    | Colonia Lourdes                               |                               |                                  | |
| 885    | Surbatán                                      | N501 N502 N503 N504 N505      |                                  | |
| 883    | El Olivillo                                   |                               |                                  | |
| 911    | Avenida de Portugal                           |                               |                                  | |
| 51126  | Los Yébenes - A-5                             |                               | Casa de Campo                    | |
| 5192   | Sepúlveda-Los Yébenes                         |                               |                                  | |
| 1475   | Sepúlveda-Concejal Francisco Jiménez          | N18                           |                                  | |
| 1473   | Sepúlveda-CIFSE                               |                               |                                  | |
| 51127  | Sepúlveda-Cebreros                            |                               |                                  | |
| 51131  | Cebreros-Higueras                             |                               | Lucero                           | |
| 2256   | Higueras                                      |                               |                                  | |
| 880    | Alto de Extremadura                           |                               | Alto de Extremadura              | |
| 878    | Paseo de Extremadura-Albéniz                  |                               |                                  | |
| 876    | Paseo de Extremadura-Guadarrama               |                               |                                  | |
| 874    | Puerta del Ángel                              |                               | Puerta del Ángel                 | |
| 872    | Puente de Segovia-Paseo de Extremadura        | N18                           |                                  | |
| 609    | Puente de Segovia                             | N18 NC1                       |                                  | |
| 604    | Príncipe Pío                                  | N18 N20                       | Príncipe Pío                     | NC1 NC2 |
| 742    | Jardines de Sabatini                          | N18 N20 NC1                   |                                  | |
| 171    | Gran Vía-Plaza de España                      | N16 N18 N20 N21               | Plaza de España                  | |
| 169    | Santo Domingo                                 | N16 N18 N20 N21               | Santo Domingo                    | |
| 723    | Gran Vía-Callao                               | N16 N18 N20 N21               | Callao                           | |
| 724    | Gran Vía-Montera                              | N16 N18 N20 N21               | Gran Vía Sol                     | |
| 5138   | Gran Vía-Pedro Zerolo                         | N16 N18 N20 N21               |                                  | |
| 69     | CIBELES                                       | N16 N17 N18                   | Banco de España                  | Líneas N1, N2, N3, N4, N5, N6, N7, N8, N9, N10, N11, N12, N13, N14, N15, N16, N17, N18, N19, N20, N21, N22, N23, N24, N25, N26 y Exprés Aeropuerto (N27) |